# 1623
1623 (MDCXXIII) fue un año común comenzado en domingo según el calendario gregoriano.

## Acontecimientos
- En España, el pintor Diego Velázquez se instala en Madrid.
- Wilhelm Schickard construye la primera calculadora mecánica.
- En España, el rey Felipe IV impone el alzacuellos a los sacerdotes.
- 19 de julio-29 de septiembre: en Roma, tiene lugar el cónclave para elegir un nuevo pontífice tras la muerte del papa Gregorio XV.
- 29 de septiembre: en Roma, el cardenal Barberini es elegido papa con el nombre de Urbano VIII.
- Calderón de la Barca estrena el 29 de junio en el viejo Alcázar de Madrid Amor, honor y poder, su primera comedia conocida.
- En el Imperio Otomano, Kösem Sultan se convierte en Valide Sultan (reina madre) y la primera Naib-i Saltanat (regente oficial), durante la minoría de edad de su hijo el sultán Murad IV.
- Fundación de la Pontificia Universidad Javeriana en Bogotá (Colombia).

## Nacimientos
- 26 de mayo: William Petty, médico y economista inglés (f. 1687)
- 19 de junio: Blaise Pascal, científico y filósofo francés (f. 1662)
- 9 de octubre: Ferdinand Verbiest, astrónomo, matemático y misionero jesuita flamenco (f. 1688)
- Franciszek Meninski (François Mesgnien), traductor y diplomático polaco de origen francés (f. 1698).

## Fallecimientos
- Rodrigo Zamorano navegante y matemático sevillano.
- 8 de julio: Gregorio XV, papa italiano.